# Ecuación de Ramanujan–Nagell
En matemática, en el campo de la teoría de números, la ecuación de Ramanujan–Nagell es un tipo particular de ecuación diofántica exponencial. 

## Ecuación y solución
La ecuación es
{\displaystyle 2^{n}-7=x^{2}\,}
y las soluciones en números naturales n y x existen únicamente cuando n = 3, 4, 5, 7 y 15.
Esto fue conjeturado en 1913 por el matemático indio Srinivasa Ramanujan (1887–1920), propuesto independientemente en 1943 por el matemático noruego Wilhelm Ljunggren (1905–1973), y consecuentemente demostrado poco después por el matemático noruego Trygve Nagell (1895–1988). Los valores para los que n cumple la ecuación corresponden con los valores de x :
x = 1, 3, 5, 11 y 181

## Números triangulares de Mersenne
El problema de encontrar todos los números de la forma 2b − 1 (números de Mersenne) los cuales son triangulares es equivalente . Los valores de b son precisamente aquellos que son n − 3, así que los números triangulares de Mersenne son 0, 1, 3, 15, 4095 y no más (sucesión A076046 en OEIS).